# Апанович, Елена Михайловна
Елена Михайловна Апано́вич (укр. Олена Михайлівна Апанович; 9 ноября 1919, Мелекесс, Самарская губерния — 21 февраля 2000, Киев) — советский и украинский историк, архивист, писательница. Член Союза писателей Украины с 1991 года.

## Биография
Родилась 9 ноября 1919 года в Мелекесе (ныне Димитровград, Ульяновская область). Её отец Михаил Апанович) — был железнодорожником, белорусом по происхождению, мать Камила — из польского шляхетского рода Бортновских. Из-за специфики работы отца семья постоянно меняла место жительства: Белгород, Сумы, Харьков, Харбин (в 1929—1933 годах отец работал главным ревизором КВЖД), снова Харьков.
В 1936 году блестяще окончила среднюю школу в Харькове и поступила во Всесоюзный коммунистический институт журналистики в Москве. В связи с его ликвидацией продолжила обучение в ХПИ (факультет русского языка и литературы, который окончила в 1941 году.
Во время Великой Отечественной войны эвакуировалась в Южный Казахстан, затем переехала в Уфу, где в 1942—1944 годах работала корреспондентом и инструктором узлового радиовещания Башкирского радиокомитета.
В мае 1944 года вернулась в Киев. В 1944—1950 годах — научный сотрудник, старший научный сотрудник, с июня 1946 года — начальница отдела древних актов ЦГИА Украины (Киев).
В 1945—1948 годах — аспирантка ЦГИА УССР. В январе 1950 году защитила кандидатскую диссертацию на тему «Запорожское войско, его устройство и боевые действия в составе русской армии во время русско-турецкой войны 1768—1774 годов».
В 1950—1952 годах — мл. н. с., с 1956 года — ст. н. с. в Институте истории АН УССР.
В 1951 году приняла участие в археологических экспедициях по местам бывших Запорожских сечей накануне строительства Каховской ГЭС и затопленных впоследствии рукотворным Каховским водохранилищем. А. М. Апанович была одним из последних историков, которые застали Великий Луг в его первозданном виде.
12 сентября 1972 года была уволена за политические взгляды. Формально «по сокращению штатов», а фактически за диссидентство в науке. В 1994 году была восстановлена на работе из-за увольнения «по политическим мотивам».
В 1972—1986 годах работала в Центральной научной библиотеке АН Украины старшей научной сотрудницей отдела рукописей. На протяжении этих лет занималась изучением украинской рукописной исторической книги XV—XVIII веков. Поскольку на Украине её труды не печатали, публиковала их в Москве, Ленинграде, Вильнюсе, Таллине. Обнаружив в фондах библиотеки материалы первого президента ВУАН академика В. И. Вернадского, на их основе написала и опубликовала 20 статей и монографию.
В 1987—1991 годах — заместитель учёного секретаря Комиссии АН УССР по разработке научного наследия Вернадского.
С 1986 года на пенсии, но продолжала работать, принимала активное участие в научной, общественной и культурной жизни Украины. В 1998 году издала монографию — первую работу о Чертомлыкскую Сечь, которая сегодня остаётся единственной научной работой в украинской исторической науке об этом казачьем образованием. Занималась исследованиями по военной истории и истории искусства («Вооружённые силы Украины 1-й половины XVIII ст.», «Культура казачества», «Рассказы о запорожских казаках»).
Научная деятельность А. М. Апанович, которая в 1991 году стала членом СПУ, получила наконец и официальное признание.
Умерла 21 февраля 2000 года, была отпета священниками УПЦ Киевского Патриархата в Благовещенском храме Национального университета «Киево-Могилянская академия» и похоронена на Байковом кладбище в Киеве (участок № 49а).

## Награды и премии
- Государственная премия Украины имени Тараса Шевченко (1994) — за книгу «Гетманы Украины и кошевые атаманы Запорожской Сечи»
- премия фонда Антоновичей (1994; США)
- Серебряная медаль ВДНХ (1988) — за подготовку юбилейных экспозиций выставок Владимира Вернадского в Москве и Киеве.